# Колесников, Анатолий Олегович
Анатолий Олегович Колесников (до 2013 выступал под фамилией Бозе, родился 6 декабря 1988 в Алма-Ате) — казахстанский и австралийский баскетболист, лёгкий форвард клуба «Нортс Бэрз».

## Ранние годы
Семья рано эмигрировала из Казахстана: Анатолию было 6 лет, когда родители увезли его в Нью-Йорк. Поначалу Анатолий не владел английским, однако благодаря русскоязычным соседям сумел освоить его примерно за полгода. В Нью-Йорке он заинтересовался баскетболом отчасти благодаря тому, что однажды поиграл на приставке в NBA Live 95. Позже он стал играть на уличных площадках в Бруклине. В возрасте 12 лет переехал с семьёй в Сидней, осев в районе Бонди.

## Карьера в колледже
Анатолий поступил в Колледж Уэверли, где продолжил играть в баскетбол. В 2005 году играл на турнире Big Time в Лос-Анджелесе, в 2006 году приглашался в состав сборной Австралии не старше 19 лет, а в 2007 году был приглашён в тренировочный лагерь Nike Basketball в Азии. В 2007 году с командой штата Новый Южный Уэльс он завоевал титул чемпиона Австралии среди игроков не старше 20 лет. Также в 2006—2007 годах он играл в Лиге Уарата за «Нортс Бэрз».
В дальнейшем Анатолий Бозе выступал за команду университета Николлса, обеспечив себе спортивную стипендию и отыграв за клуб четыре года. Этому предшествовали почти 600 писем, которые Анатолий отправил руководителям команд из I и II дивизионов NCAA. Выступая в конференции Саутленд I дивизиона NCAA, он набирал в среднем 22,1 очко за матч на последнем году обучения, показав 8-й результат в общем зачёте. За команду он оформил 164 подбора (в среднем 5,9 за матч), попав тем самым в символическую сборную конференции и сборную региона. По окончании сезона он оказался в числе 64 игроков, приглашённых на турнир в Портсмуте.
В последний год обучения он провёл 28 матчей, из которых в 21 пробил отметку в 20 очков за матч, а также три раза выбил отметку в 30 и больше очков. Всего Бозе за время выступлений в чемпионатах NCAA сыграл 50 матчей, в которых набрал 20 очков, причём в последних 58 матчах ему это удавалось сделать 41 раз. Он стал третьим в истории университета игроком, который набрал свыше 2000 очков за карьеру: 2 марта 2011 года он пробил эту отметку, а его итоговым результатом стали 2050 очков.
В 2011 году он был признан лучшим игроком Луизианы не только благодаря персональным достижениям, но и благодаря тому, что команда его колледжа впервые победила клубы «ЛСЮ Тайгерс» и «Тулейн Грин Уэйв». В том же году он появился на драфте НБА 2011 года, но не был никем выбран, став свободным агентом.

## Профессиональная карьера

### Клубная
После окончания университета Бозе решил продолжить карьеру в баскетболе. 15 июня 2011 года он подписал контракт с клубом «Сидней Кингз» из Национальной баскетбольной лиги. Показав за 25 игр средний результат в виде 15,5 очков, 6,7 подборов и 1,5 ассистов за матч, он выиграл приз лучшего новичка. В августе 2012 года Анатолий Бозе заключил однолетний контракт с клубом «Астана», игравшим в Единой лиге ВТБ. С клубом стал в 2013 году чемпионом Казахстана и обладателем Кубка страны, вышел в плей-офф Единой лиги ВТБ розыгрыша 2012/2013.
В 2013 году он продлил с клубом контракт на сезон 2013/2014, став в этом сезоне чемпионом и обладателем Кубка Казахстана, выйдя в плей-офф Единой лиги ВТБ во второй раз и получив приз лучшему казахстанскому игроку Лиги. Всезоне 2014/2015 провёл 33 матча, набирая в среднем 4,94 очка и делая 3,7 подбора за игру. Завоевал третий в карьере титул чемпиона страны, вышел в третий раз в плей-офф Единой лиги ВТБ и снова получил приз лучшему казахстанскому игроку лиги.
Контракт с клубом Анатолий продлил в июле 2015 года ещё на сезон, отыграв также за клуб в сеонах 2016/2017 и 2017/2018. В 2017 году он отыграл также два матча за клуб «Нортс Бэрз» в лиге Лиге Уарата, продолжив выступать за клуб в последующие годы. За команду он выступал в первом розыгрыше Дивизиона 1 Восток НБЛ в 2022 году, сыграв также в 2023 году за клуб.

### В сборной
В 2009 году Бозе сыграл за сборную Австралии на студенческом чемпионате мира в Белграде. В августе 2012 года он заявил, что мог бы сыграть за команду Казахстана, хотя из его родственников никто в стране не проживал, а среди кандидатов на место в заявке сборной Казахстана на чемпионат Азии 2013 года его имя не фигурировало. Через два года он выступил на Азиатских играх в Инчхоне, где провёл 10 матчей: в среднем он набирал 13,9 очков за матч и оформлял 8,1 подбор за встречу. В 2015 году он выступил на чемпионате Азии, где за 6 игр отметился средним результатом за матч в виде 11 очков и 5,8 подборов.

## Достижения
- Чемпион Казахстана: 2013, 2014, 2015[12], 2018
- Обладатель Кубка Казахстана: 2013, 2014[12], 2018
- Лучший баскетболист Казахстана в Единой лиге ВТБ: 2014, 2015[12]
- Новичок года НБЛ[англ.]: 2012
- Член символической сборной Саутленда[англ.]: 2010, 2011
- Член третьей символической сборной Саутленда[англ.]: 2009

## Личная жизнь
Родители — Олег и Лариса, есть брат Владислав.
При рождении получил фамилию Колесников, потом выступал под фамилией Бозе, вернув затем прежнюю фамилию.
В июле 2015 года женился на Елизавете Амеличевой.